# میلوراد چاویچ
میلوراد ساویچ (به انگلیسی: Milorad Čavić) (زادهٔ ۳۱ مهٔ ۱۹۸۴) شناگر اهل یوگسلاوی است.